# Vergeten schorshoren
De vergeten schorshoren (Balea heydeni) is een slakkensoort uit de familie van de Clausiliidae. De wetenschappelijke naam van de soort is voor het eerst geldig gepubliceerd in 1881 door von Maltzan.